# Hanão, o Velho
Hanão, o Velho, foi um general cartaginês que serviu sob Aníbal durante a Segunda Guerra Púnica. É possível que seja o mesmo Hanão, filho de Bomílcar, que antecedeu Aníbal no comando do exército na África.

## História
Hanão foi mencionado pela primeira vez nas fontes na travessia do Ródano, quando Aníbal o deixou encarregado de atravessar o rio o mais rapidamente possível com parte de suas tropas iberas. Os guias gauleses lhe indicaram um vau mais acima, onde o rio corria em torno de uma ilhota como um bom ponto de travessia, mais raso e estreito. Os iberos cruzaram em barris e o resto das tropas em balsas construídas para este fim. Hanão então marchou de volta pela outra margem e atacou os gauleses da região (que impediam a passagem de Aníbal) pelo flanco, os derrotou e abriu passagem para a travessia do resto do exército cartaginês.
Ele voltou a aparecer na Batalha de Canas (216 a.C.), na qual comandou a ala direita cartaginesa. Depois desta grande vitória de Aníbal, foi enviado por ele para a Lucânia para ajudar os lucanos, que haviam se revoltado; ali enfrentou, no ano seguinte, as forças romanas do cônsul romano Tibério Semprônio Longo, que o derrotou em Grumento e obrigou sua retirada mais para o sul, para Brúcio.
Antes do verão, Bomílcar se juntou a ele com reforços vindos de Cartago e ele se firmou com segurança na região de Nola. Aníbal tentou conquistar a cidade, sem sucesso, e finalmente se retirou para invernar na Apúlia. Hanão ficou em Brúcio com as tropas que já comandava antes. Os brúcios se declararam a favor de Cartago, mas, em compensação, as cidades-estado gregas continuaram fieis a Roma e somente Locros os seguiu.
Hanão ocupou Crotona e, na primavera de 214 a.C., invadiu a Campânia para ajudar Aníbal com seus 18 000 soldados, majoritariamente brúcios e lucanos. Porém, quando estava perto de Benevento, cruzou com o pretor Tibério Semprônio Graco e, depois de um difícil combate, foi derrotado e, erroneamente, se retirou para Brúcio, um movimento estrategicamente inadequado.
No ano seguinte (213 a.C.), lutou contra uma força irregular recrutada pelo romano Lúcio Pompônio e conseguiu derrotá-la, dispersando-a. Em 212 a.C., Aníbal ordenou que ele avançasse com provisões até Cápua, que os romanos tentavam sitiar; Hanão, apesar da situação delicada, cumpriu sua missão e chegou com seu exército até Benevento, mas a negligência dos capuanos, que não facilitaram o transporte com carroças apropriadas, atrasou a chegada das provisões e os romanos aproveitaram da situação para capturar parte do material e para atacar o acampamento de Hanão, que foi saqueado. Hanão conseguiu escapar com seu exército para Brúcio, onde conseguiu compensar parcialmente sua derrota conquistando Túrios.